# Jan Lier
Jan Lier (27. října 1852 Kutná Hora – 2. června 1917 Praha) byl český novinář, spisovatel, výtvarný a divadelní kritik, představitel lumírovců. Pracoval jako tajemník a knihovník Průmyslové jednoty. Od 70. let publikoval fejetony, v nichž ostře kritizoval český veřejný život, přijímání německých vzorů a obdiv k Rusku; jako alternativu nabízel francouzskou kulturu. Proti výchovné úloze literatury, kterou vyznávali zejména moravští kritici, stavěl „umění pro umění“. Největší vliv měl v 80. a 90. letech, později se svými názory dostával do izolace. Psal i povídky, novely a romány, inspirované postromantickou francouzskou literaturou a poplatné polemickému novinářskému stylu.

## Život
Narodil se 27. října 1852 v Kutné Hoře č. 179, blízko Kamenného domu. V mládí ho nepříznivě zasáhla smrt otce. Vystudoval reálku a profesionálně se věnoval technice. V letech 1873–77 pracoval na železnici, roku 1877 získal místo sekretáře v pražské Jednotě průmyslové. Ve volném čase psal fejetony, kritiky i samostatné literární práce. 1. října 1887 se stal knihovníkem Průmyslové jednoty. 1. prosince 1892 ho Česká akademie věd a umění zvolila za mimořádného člena. Od roku 1896 působil i jako dramaturg a lektor Národního divadla. V Průmyslové jednotě nakonec zastával funkci ředitele a za své výsledky získal záslužnou stříbrnou medaili.
Cestami po Evropě získal obdiv k západní kultuře, zejména francouzské, a odpor k „malým“ českým poměrům, které se snažil změnit. Románskou kulturu si cenil výše než germánskou. Řadil se mezi kosmopolitní lumírovce. Velmi známý byl v 80. a 90. letech. Postupem času se svými zásadními názory dostával do stále větší izolace, takže od konce 90. let byl jeho význam jen okrajový.
Pohřben byl na Olšanských hřbitovech.

## Dílo
Do literatury jej uvedl Jan Neruda v 70. letech. Od roku 1877 psal fejetony do Národních listů a Pokroku. V té době vydal také román Hraběnka Radová. První práce psal pod pseudonymy Adam Zero, Luděk Frič, Jan Iler a Vilemína Nováková, ale zakrátko se začal podepisovat vlastním jménem.
V 80. a 90. letech se proslavil svými fejetony. Společně se Svatoplukem Čechem byl považován za pokračovatele Jana Nerudy. Čech prezentoval své úvahy s využitím poetické lyriky a jemného humoru, pro Liera byla naopak typická posměšná satira a ostrá kritika. Články uveřejňoval především v konzervativním časopise Pokrok, spojeném se staročeskou stranou. Politicky se neangažoval, věnoval se kultuře a umění. Zesměšňoval maloměšťáctví, později kritiku rozšířil na celý český veřejný život jako Kocourkov ve velkém. Kritizoval vlastenecké frázisty a sebevědomé pedanty. Na rozdíl od většiny české inteligence se stavěl proti přijímání německých vzorů i proti mladočeskému nadšení pro slovanství a Rusko. Měl velmi vyhraněný vkus; zastával se absolutního „umění pro umění“, obdivoval Francii, projevoval (v zásadě nespravedlivý) odpor k ruskému realismu, reprezentovanému Dostojevským, Vereščaginem a Ostrovským, který považoval za příliš přímočarý. Na rozdíl od současníka Miroslava Tyrše neuznával kánonický ideál umění, umělec se podle něj může inspirovat v jakémkoli stylu. Nejvíc si oblíbil francouzskou kulturu 18. století za vlády Ludvíka XIV., XV. a XVI., díla Feuilleta, Paillerona a Dumase.
Koncem roku 1887 se dostal do ostrého sporu s tzv. „moravskou kritikou“, soustředěnou kolem brněnského časopisu Obzor a reprezentovanou především Františkem Bartošem. V 33. čísle Lumíra uveřejnil fejeton, kde obvinil moravskou skupinu z ničení literatury tím, že ji posuzují podle povrchních, formálních kritérií (např. kritika přílišného používání cizích slov, povyšování školních instrukcí na obecně platná pravidla, „pružnost“ umožňující odsoudit prakticky kohokoli). Spolupracovníci Obzoru se hájili jednak poukazem na Lierovo nepochopení jejich myšlenek (např. Bartoš v kritizovaném článku psal jen o četbě pro žáky a lidové vrstvy, nikoli o literatuře jako celku), jednak rozdílnými ideovými východisky (pro Liera má literatura význam sama o sobě, pro Moravany byla jedním z prostředků v úsilí o povznesení národa; jako katolíci se také nemohli smířit s rouhačskými texty, které vycházely v Praze). S odstupem nebyla Lierova kritika zcela spravedlivá.
Jako známý lumírovec se stal terčem kritiky učitele Jana Váni, který roku 1897 vydal knihu epigramů a posměšných básniček, zaměřených proti kosmopolitním literátům, zejména Jaroslavu Vrchlickému. Váňa věnoval Lierovi epigram „Národ stihnou nedohledné, strašné konsekvence, budeme-li Gallicismy hustě, Bohemismy psát jen tence.“
Pokud jde o beletrii, napsal Lier tři romány (Hraběnka Radová, Vojtěcha Révy nástupce, Narciss) a šedesát novel pro časopisy Ruch, Česká včela, Světozor, Květy, Lumír a Zlatá Praha. Některé byly přeloženy do polštiny a němčiny. Byl také autorem divadelní hry Flora.
Je řazen mezi české žánrové realisty, společně s Františkem Heritesem a Ignátem Herrmannem. Jeho díla, zasazená nezvykle do technicko-průmyslového prostředí moderní doby, si našla svůj okruh ctitelů. Do české literatury uvedl železnici. Jeho novely jsou bizarní, fantastické, inspirované postromantickou francouzskou literaturou. Povídky vydané na konci 90. let a po roce 1900 neměly na rozdíl od starších prací velký úspěch u čtenářů — vkus se změnil, ale Lier si zachovával původní styl. Uměleckou úroveň také nepříznivě ovlivňovala autorova podrážděná povaha, která ho vedla k neustálým polemikám — podobně jako v novinových článcích — a narušovala tak plynulé vyprávění děje.
V Průmyslové jednotě publikoval odborné texty.
Knižně vyšly např.:
- Novely. Kniha prvá (1883)
- Novely. Kniha druhá (1886)
- Arabesky a novelly (1886), sbírka literárních prací vydaných dříve časopisecky
- Hra s ohněm (1886), novela
- Feuilletony (tři díly 1885, 1888 a 1889). Podle dobové recenze trpí toto vydání obecným problémem — články v tisku reagují na konkrétní situaci, a bez tohoto dobového kontextu mohou být pro čtenáře nezajímavé či dokonce nesrozumitelné. Navzdory tomu sborník dokládá Lierův talent k polemice, důležitou vlastnost úspěšného novináře, a jeho bojovný temperament, který se projevuje od první do poslední stránky a vedl ho možná až k zbytečně ostrým a přímým útokům.[19]
- Klín klínem (1899)
- Píseň míru (1900), satirická novela
- V područí litery (1905)